# Comuna Ivanciîți, Rojîșce
Ivanciîți (în ucraineană Іванчиці) este o comună în raionul Rojîșce, regiunea Volînia, Ucraina, formată din satele Ivanciîți (reședința) și Ozdenij.

## Demografie
Componența lingvistică a satului Ivanciîți
     Ucraineană (99%)
     Alte limbi (1%)
Conform recensământului din 2001, majoritatea populației satului Ivanciîți era vorbitoare de ucraineană (99%), existând în minoritate și vorbitori de alte limbi.